# Большие Эльбуздовские
Большие Эльбуздовские — хутор в Зерноградском районе Ростовской области России.
Входит в состав Гуляй-Борисовского сельского поселения.

## Население
| 2010 |
| ---- |
| 229  |

## Улицы
- пер. Восточный,
- пер. Западный,
- ул. Родниковая.